# Barcarrota
Barcarrota est une commune d'Espagne, dans la province de Badajoz, communauté autonome d'Estrémadure. Elle compte 3 580 habitants en 2018.
L'arène a été construite en 1859 au Patio de Armas del Castillo de Las Siete Torres.

## Histoire
Barcarrota a été un fief appartenant à l'évêché de Badajoz "usurpé" d'après l'évêque par les Templiers de la baillie de Jerez de los Caballeros. Le 10 juin 1284, un litige survient entre l'évêché, le Temple et l'ordre de Santiago à propos des différents villages de ce secteur dont trois villages templiers: Olivenza, Táliga et Villanueva de Barcarrota. D'autres historiens considèrent qu'il s'agit en fait de Villanueva de Los Santos, le nom médiéval de Los Santos de Maimona. En 1336, les Castillans y affrontent victorieusement les Portugais dans les environs.